# Cambridge Structural Database
De Cambridge Structural Database, afgekort tot CSD, is een database waarin alle in de wetenschappelijke literatuur gepubliceerde kristalstructuren van organische- en metaal-organische verbindingen, die met röntgen- of neutronendiffractie zijn opgelost, zijn ondergebracht. 
De belangrijkste gegevens die per verbinding in de database zijn opgeslagen zijn onder meer de naam van de verbinding, de structuurformule, de eenheidscel, de kristalsymmetrie, de puntgroep, de ruimtegroep, de atoomcoördinaten en een getal dat de mate van nauwkeurigheid aangeeft waarmee de structuur werd bepaald, de R-factor.
De ontwikkeling van de CSD begon in 1965, toen er nog nauwelijks computers waren, als een jaarlijkse gedrukte uitgave van alle bekende organische kristalstructuren, toen ongeveer 3000. De inmiddels digitale database bevatte in 2007 meer dan 400.000 bestanden met verbindingen, die op verschillende manieren konden worden doorzocht. Dit aantal was in 2015 verdubbeld tot meer dan 800.000 en in 2019 waren het er al meer dan een miljoen.
De CSD is een onmisbare bron van chemische informatie op velerlei gebied en wordt intensief gebruikt bij de studie van bijvoorbeeld waterstofbruggen, reacties tussen moleculen, die in hoge mate verantwoordelijk zijn voor onder andere biochemische processen, bij de materiaalkunde en als referentie materiaal bij theoretisch chemische berekeningen.
Er is een overeenkomend papieren standaardwerk, dus een encyclopedie, voor de kristallografie, waarin onder andere alle mogelijke ruimtegroepen worden beschreven, de International Tables for Crystallography in elf delen.